# (4) Vesta
Pour les articles homonymes, voir Vesta (homonymie).
(4) Vesta est un astéroïde de la ceinture principale. Il est le quatrième astéroïde découvert, le 29 mars 1807 par Heinrich Olbers, et porte le nom de la déesse romaine Vesta.
Avec un diamètre moyen d'environ 530 km, Vesta est le deuxième plus gros astéroïde de la ceinture principale (après Cérès) et contribue pour 9 % de la masse totale de celle-ci. Ses dimensions ont pu en faire un candidat au statut de planète naine. Vesta a perdu environ 1 % de sa masse lors du choc avec un autre astéroïde il y a moins d'un milliard d'années ; plusieurs des fragments en résultant ont frappé la Terre sous forme de météorites et constituent une source importante de connaissances sur la composition de l'astéroïde. Vesta est également l'astéroïde le plus brillant, suffisamment pour être discernable à l'œil nu à certains moments.

## Dénomination
Vesta est nommé d'après la déesse romaine Vesta, protectrice des foyers, et aurait été suggéré à Olbers par Gauss.
La désignation des planètes mineures implique de donner aux corps dont l'orbite est connue avec certitude un numéro définitif. Le numéro 4 est donc attribué rétrospectivement à Vesta puisqu'elle est le quatrième membre découvert de la ceinture d'astéroïdes. Sa désignation scientifique officielle complète est donc (4) Vesta, ou éventuellement 4 Vesta.

## Histoire

### Découverte
Vesta est découverte le 29 mars 1807 par l'astronome allemand Heinrich Olbers, qui a également découvert Pallas en 1802. Vesta est le quatrième astéroïde à avoir été observé, après Cérès en 1801, Pallas en 1802 et Junon en 1803.
Après la découverte de Vesta, aucun autre astéroïde n'est découvert pendant 38 ans jusqu'à la découverte d'Astrée en 1845. Pendant cette période, les quatre astéroïdes sont considérés comme des planètes et chacun possède son propre symbole astronomique. Vesta est originellement représenté[Où ?] par un foyer stylisé  ; d'autres formes employées sont  et , et plus tard . La forme moderne est .

### Exploration
La première mission spatiale dédiée à Vesta est la sonde Dawn de la NASA. Lancée le 17 septembre 2007, elle se place en orbite autour de Vesta le 16 juillet 2011. Après la sonde Near-Shoemaker autour de l'astéroïde (433) Éros, Dawn est la deuxième sonde spatiale à entrer en orbite autour d'un astéroïde et la première à en repartir. Le samedi 16 juillet 2011, Dawn transmet un signal à un laboratoire de la NASA situé à Pasadena en Californie, le Jet Propulsion Laboratory (JPL), confirmant qu'elle est dans l'orbite de Vesta, à environ 188 millions de kilomètres de la Terre. Ensuite, la sonde se positionne sur l'orbite prévue et se satellise pour que  soient menées des études de près sa cible. Le 20 juillet 2012, elle part pour se diriger vers Cérès.

## Caractéristiques astronomiques

### Orbite et rotation

Orbite de (4) Vesta.

Vesta orbite à l'intérieur de la ceinture d'astéroïdes principale, avec un demi-grand axe de 2,36 ua, sur une orbite très peu excentrique (0,089) et légèrement inclinée (7,13°).
La rotation de Vesta est relativement rapide pour un astéroïde (5,342 h) et dans le sens direct, son pôle Nord pointant vers l'ascension droite 20h 23m et la déclinaison 41°, avec une incertitude de 3°. L'étoile polaire Nord de Vesta est Sadr, située dans la constellation du Cygne, qui se trouve à environ un degré du pôle céleste (et aux incertitudes de mesure près). Cela lui confère une inclinaison de son axe de 29°.

### Visibilité

Magnitude de Vesta de 2007 à 2017, comparée à celle d'Uranus.

Étant l'un des plus grands objets de la ceinture d'astéroïdes et possédant une surface inhabituellement brillante, Vesta est l'astéroïde le plus brillant et est parfois visible à l'œil nu sur Terre depuis des endroits dénués de pollution lumineuse. En mai et juin 2007, Vesta atteint la magnitude apparente +5,4, la plus brillante depuis 1989. À cette époque, l'opposition et le périhélie n'étaient séparés que de quelques semaines.

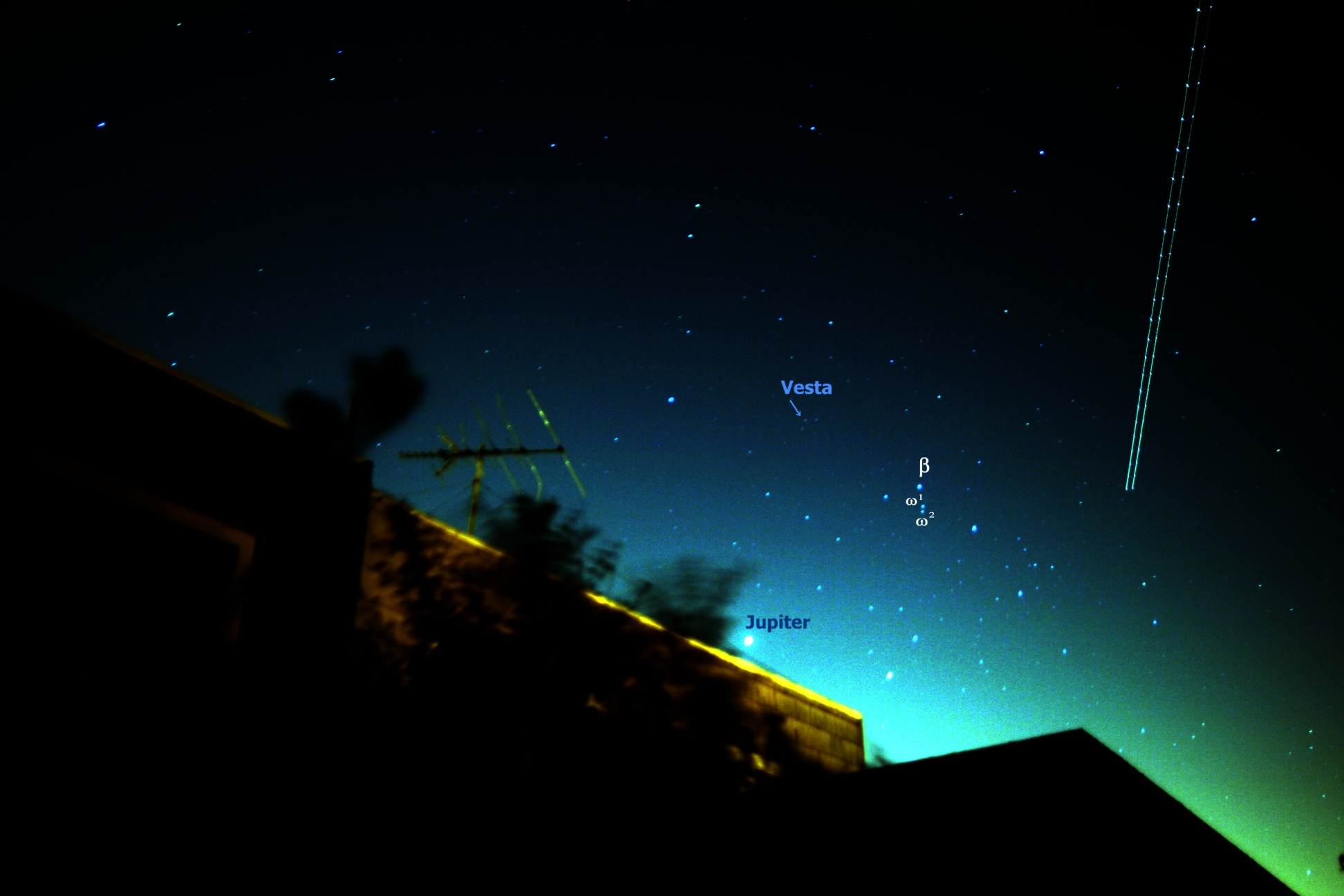
Vesta, observé à San Francisco le 15 juin 2007.

Lors d'oppositions moins favorables, Vesta atteint tout de même la magnitude +7,0 ; en conjonction, sa magnitude tourne autour de +8,5. Ainsi, depuis une région sans pollution lumineuse, Vesta est constamment observable avec des jumelles.
En décembre 2008, Vesta passe à moins de 1° à l'ouest (à gauche) d'Alpha Piscium. Affichant une magnitude de +6,5, il est facilement localisable avec une lunette de 60 mm avec un grossissement de 30 à 50 fois.
La position de Vesta l'amène épisodiquement à être plus brillante qu'Uranus (en tirets sur la courbe ci-contre). Les dernières oppositions passant sous la magnitude +6 ont eu lieu en juin-juillet 2018 et août 2022.

## Caractéristiques physiques

### Masse et dimensions

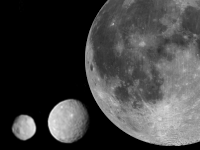
Vesta et Cérès, comparés à la Lune.

Vesta est le deuxième astéroïde de la ceinture en matière de masse (après Cérès et avant Pallas), avec 2,7 × 1020 kg (soit 270 millions de milliards de tonnes). Son volume semble similaire à celui de Pallas (aux marges d'erreur près), mais sa masse volumique est plus importante.
La forme de Vesta est proche de celle d'un ellipsoïde oblong en équilibre gravitationnel, mesurant presque 580 km dans sa plus grande longueur et 460 km dans sa plus petite, mais la concavité importante située à son pôle, ainsi que son piton central[Quoi ?], n'ont pas permis de déterminer s'il est en équilibre hydrostatique, condition nécessaire pour le considérer comme planète naine.

## Géologie

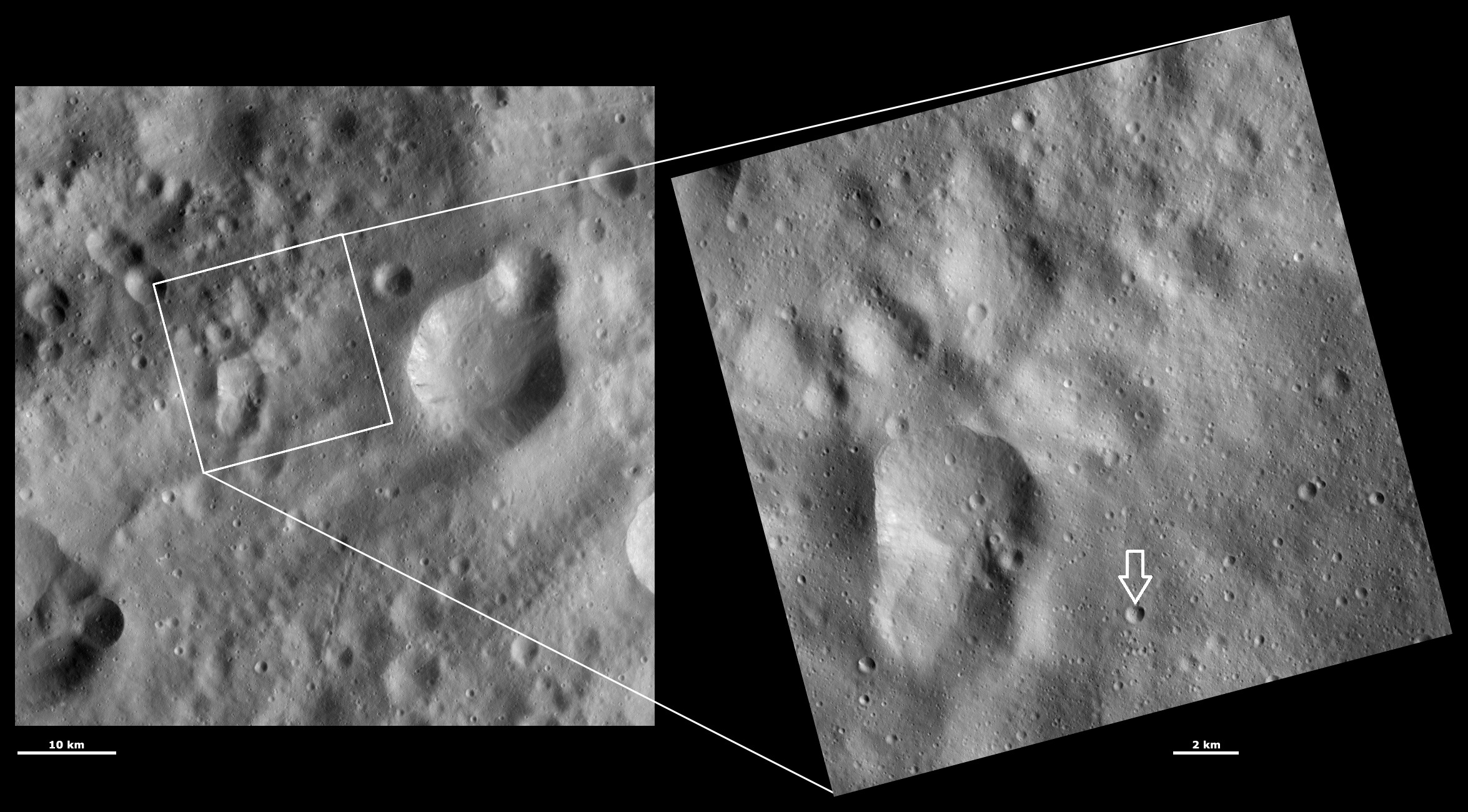
Cratère de Claudia, sur Vesta

Quelques caractéristiques de la surface de Vesta ont été résolues à l'aide du télescope spatial Hubble et de certains télescopes terrestres, comme les télescopes Keck.

### Cratère Rheasilvia
La caractéristique prééminente est un énorme cratère de 505 km de diamètre centré près du pôle sud de l'astéroïde, atteignant 90 % du diamètre de Vesta. L'équipe scientifique de la sonde spatiale Dawn l'a baptisé Rheasilvia, en l'honneur de Rhéa Silvia, mère de Romulus et Remus et célèbre vestale. Le plancher de ce cratère est situé à 13 km en dessous du terrain avoisinant et son bord entre 4 et 12 km au-dessus, pour une hauteur totale du cratère de 25 km. Un pic central s'élève à 18 km au-dessus du plancher du cratère. On estime que le choc responsable a excavé environ 1 % du volume total de Vesta et a probablement produit les astéroïdes de la famille de Vesta, ainsi que ceux de type V. Si c'est le cas, le fait que des fragments de 10 km de long ont survécu jusqu'à notre époque indique que le cratère est tout au plus vieux d'un milliard d'années. Il serait également le site d'origine des météorites HED. En fait, tous les astéroïdes connus de type V ne regroupent qu'environ 6 % du volume éjecté, le reste étant constitué de petits fragments, éjectés par la lacune de Kirkwood 3:1 proche ou perturbés par l'effet Yarkovsky ou la pression de radiation solaire. Les analyses spectroscopiques des images d'Hubble ont indiqué que le cratère a pénétré plusieurs couches de la croûte de Vesta, peut-être jusqu'au manteau, comme l'indique la signature spectrale de l'olivine. De façon intéressante, Vesta ne fut pas totalement fragmenté par un tel choc.
La surface de Vesta présente également plusieurs autres cratères d'environ 150 km de large et 7 km de profondeur. Une zone d'albédo sombre de 200 km de long a été nommée (de façon informelle) Olbers en hommage au découvreur de l'astéroïde ; cette région n'apparaît pas sur les cartes en altitude comme le ferait un cratère et sa nature est indéterminée, peut-être un ancien épanchement basaltique. Elle sert de point de référence : le méridien origine, définissant la longitude 0°, passe en son centre.
Les hémisphères occidentaux et orientaux présentent des terrains nettement différents. Selon les analyses spectrales préliminaires des images d'Hubble, l'hémisphère oriental semble être constitué de régolithe ancien, de hauts-plateaux fortement cratérisés et à albédo élevé, avec des cratères pénétrant les couches plutoniques de la croûte. L'hémisphère occidental, quant à lui, présente de grandes régions constituées d'unités géologiques sombres dont on pense qu'il s'agit de basaltes, peut-être des analogues des maria lunaires.

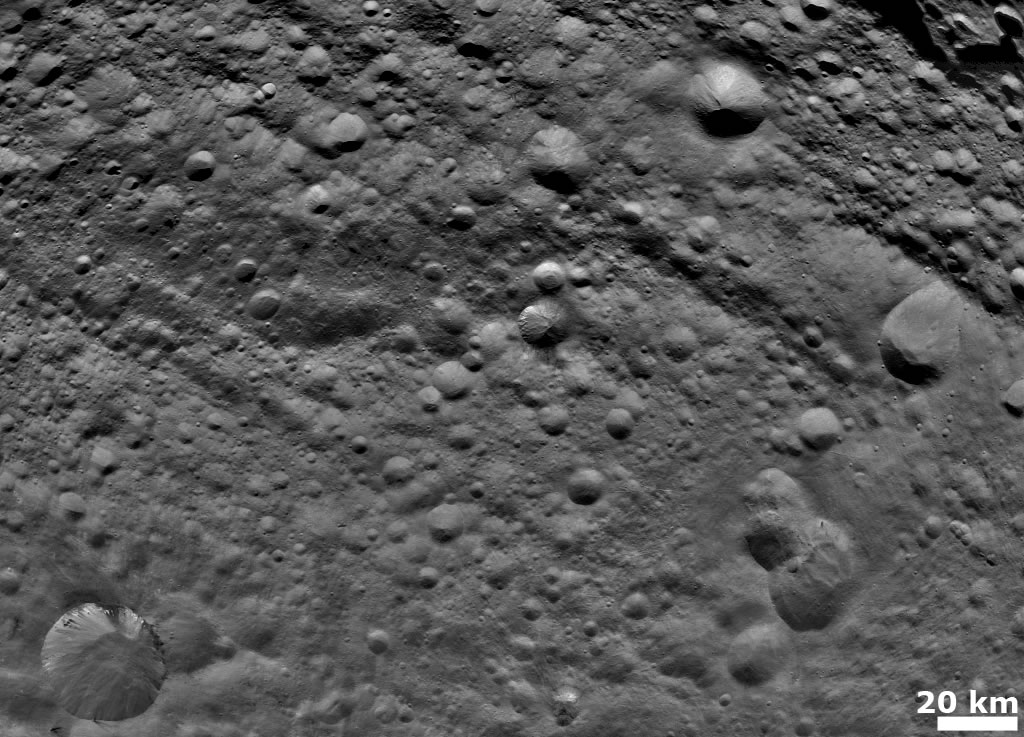
Terrain ancien, très cratérisé.
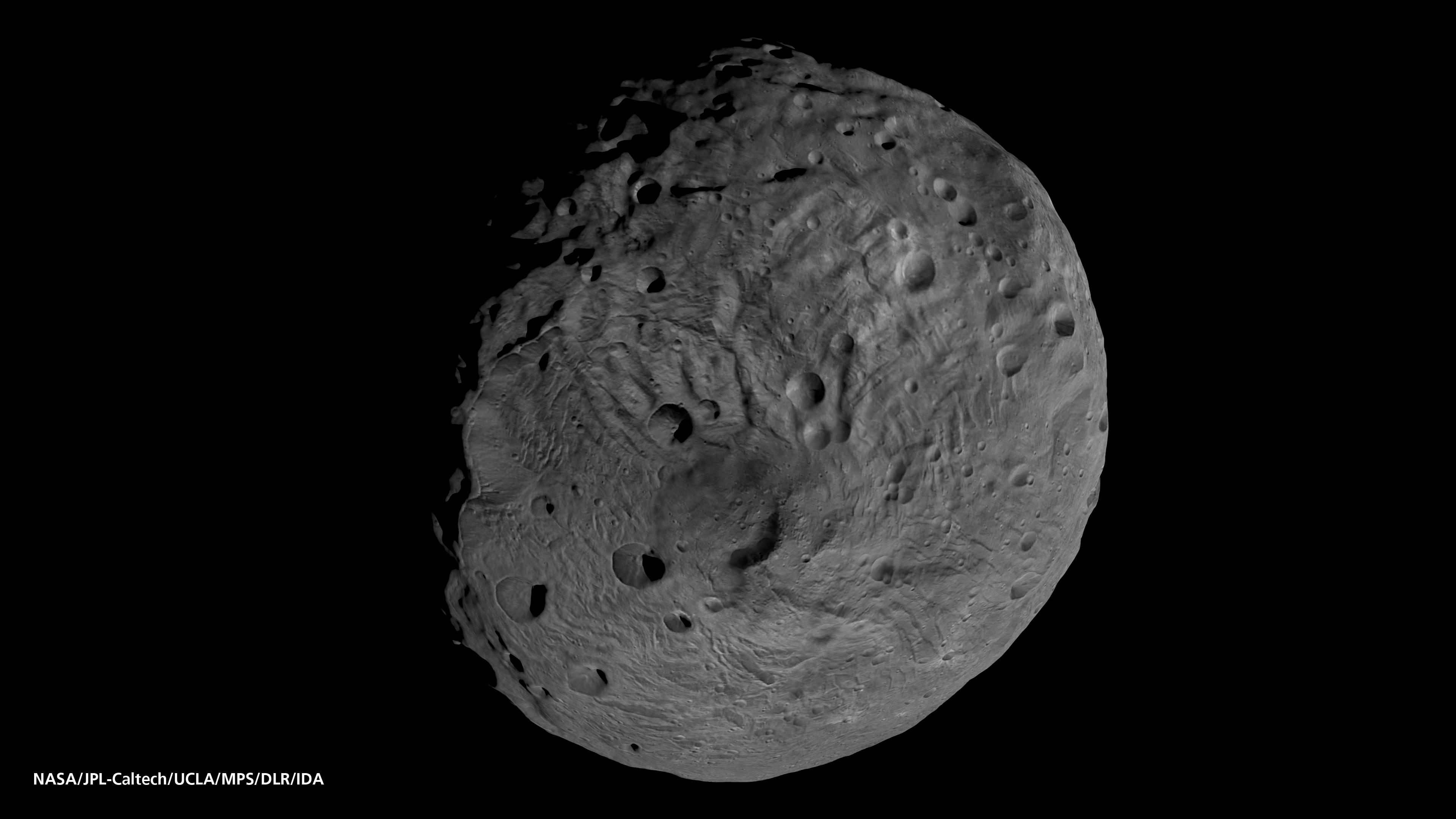
Le pôle Sud de Vesta, montrant l'extension du cratère Rheasilvia.

### «Bonhomme de neige»
Le « bonhomme de neige » est un ensemble de 3 cratères tangents par ordre de taille rappelant un bonhomme de neige.

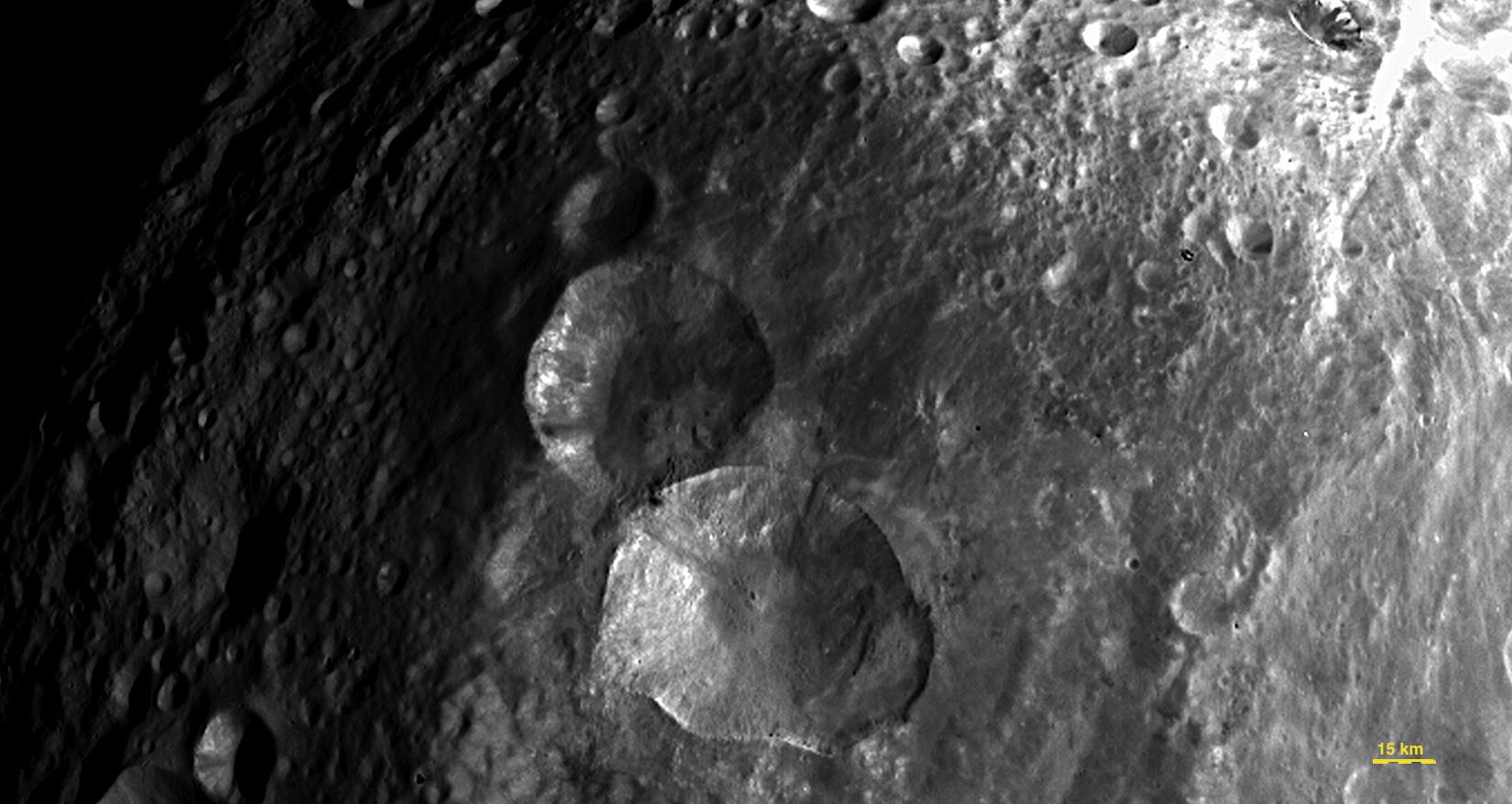
« Bonhomme de neige », photographiés par Dawn en 2011, depuis une altitude de 5 200 km, en 2011.
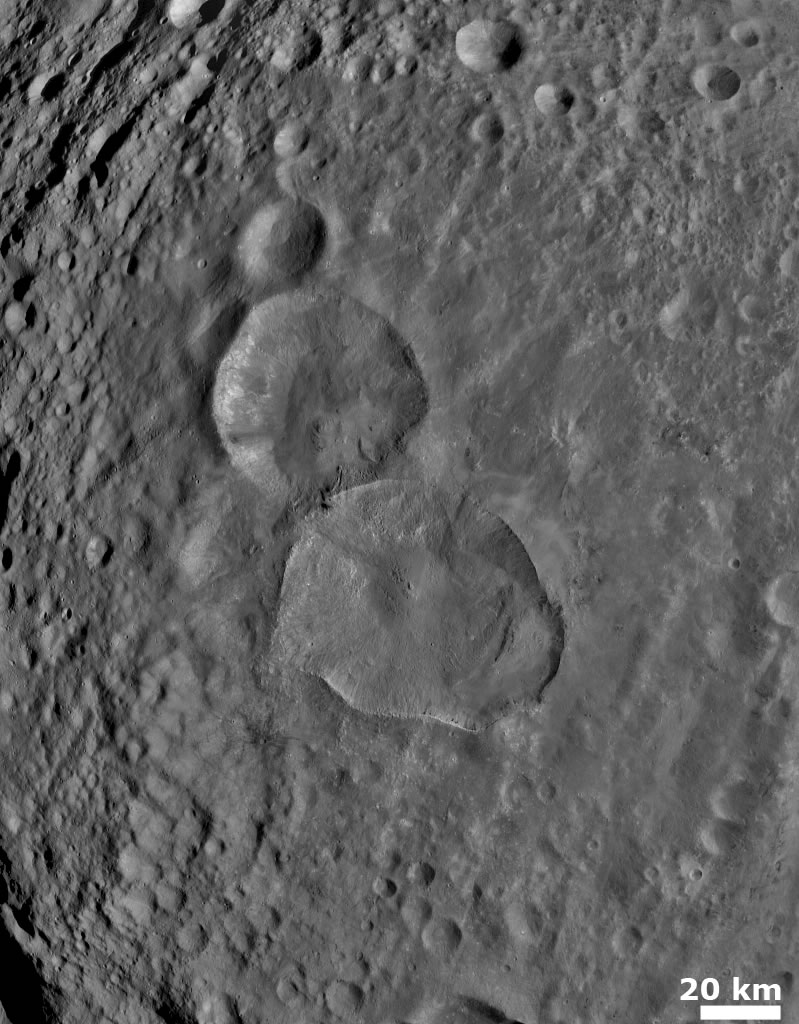
Image du 6 août 2011.
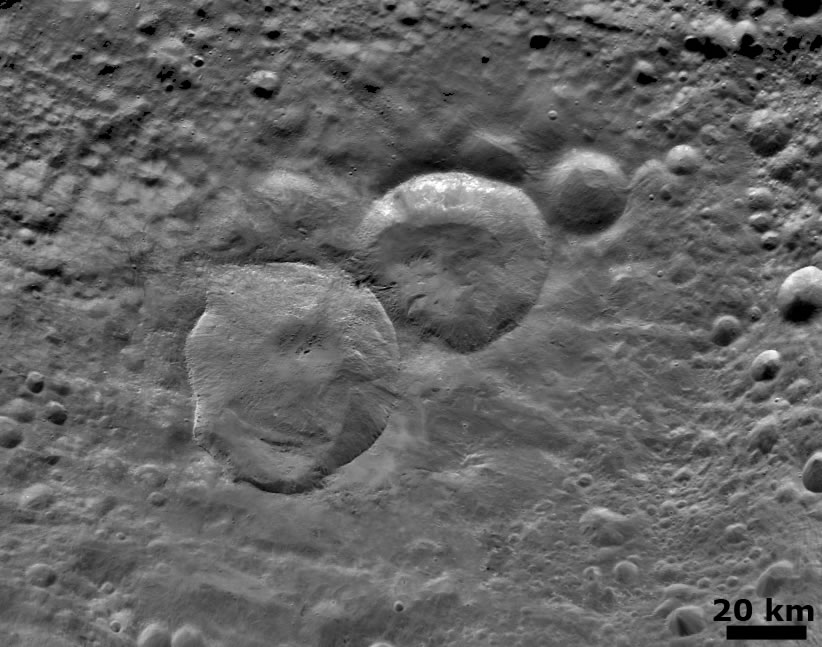
Images détaillées de la formation.

### Zone équatoriale sud
La région équatoriale sud de Vesta est caractérisée par une série de sillons concentriques. Ils sont possiblement des fractures de compression provoquées au moment de l'impact qui a créé le cratère Rheasilvia.

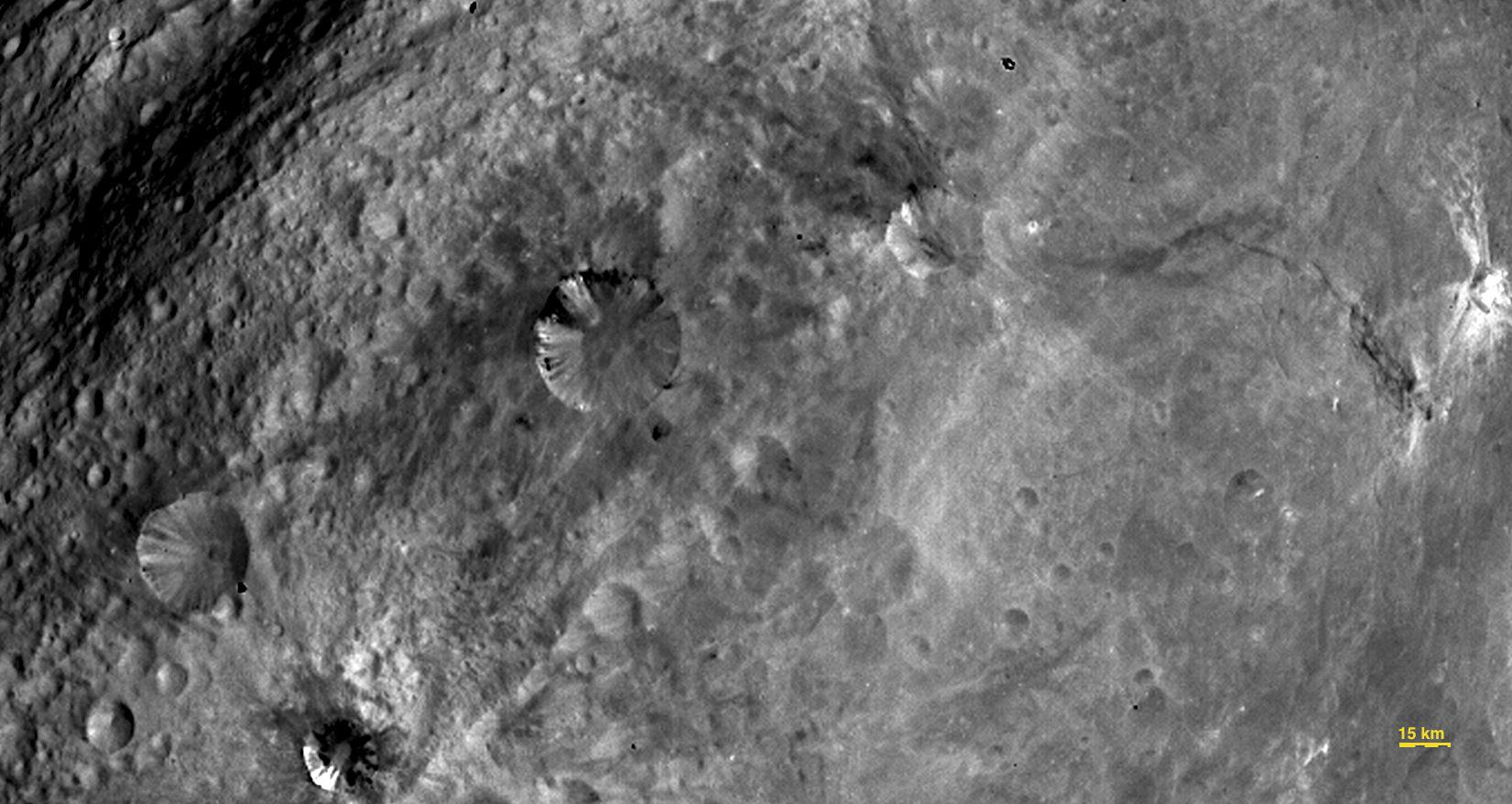
Une vue détaillée de la zone équatoriale sud.

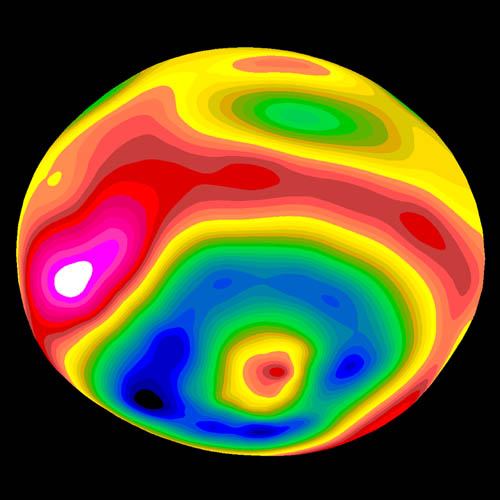
Diagramme des altitudes de Vesta, vu du sud-est, mettant en évidence le cratère à son pôle Sud. Déterminées par le télescope spatial Hubble en mai 1996.
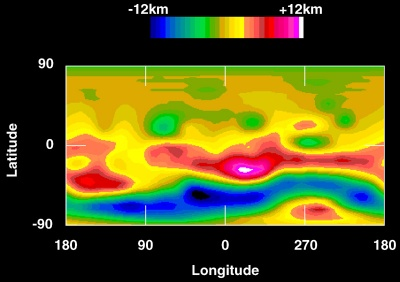
Carte des altitudes de Vesta, déterminées par le télescope spatial Hubble en mai 1996.

### Activité géologique
Les météorites HED, dont on pense qu'elles proviennent de Vesta, sont des roches magmatiques, et parmi elles les eucrites sont des laves (ou parfois des roches hypovolcaniques) : Vesta est un astéroïde différencié, qui a connu une période de magmatisme et de volcanisme.
Les eucrites les plus jeunes ont un âge de cristallisation d'environ 4,53 Ga : cet âge marque sans doute la fin de l'activité magmatique dans la croûte supérieure de Vesta. Les données paléomagnétiques montrent qu'à cette époque, environ 35 Ma après son accrétion, Vesta avait encore une dynamo active.

### Composition interne

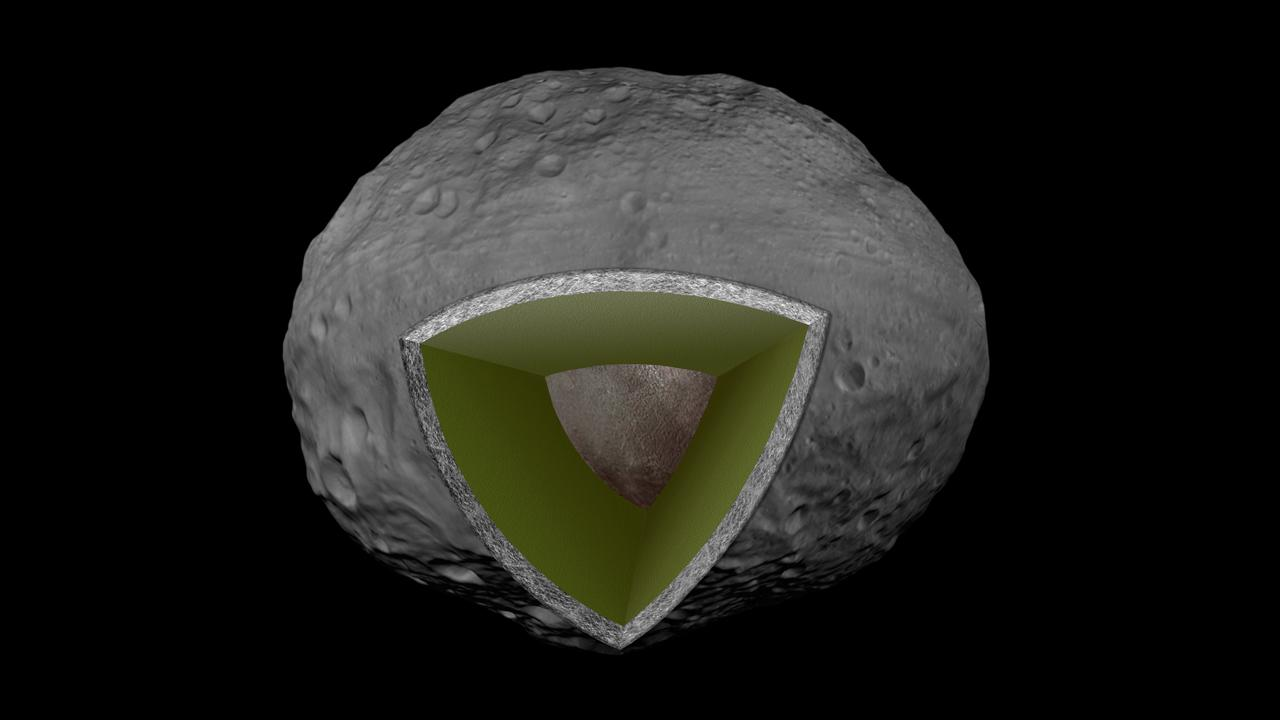
Vesta possède une structure différenciée : en brun, le noyau métallique ; en vert, le manteau rocheux ; en gris, la croûte.

Vesta possède une structure différenciée et serait constitué d'un noyau métallique de nickel et de fer, d'un manteau rocheux d'olivine et d'une croûte. Une chronologie possible de sa formation est la suivante,, :
- accrétion terminée après 2 à 3 millions d'années ;
- fusion complète ou presque complète à la suite de la désintégration radioactive de l'aluminium 26, conduisant à la séparation du noyau métallique en 4 à 5 millions d'années ;
- cristallisation progressive du manteau en fusion et en convection. La convection s'arrêta lorsque environ 80 % du matériau fut cristallisé, après 6 à 7 millions d'années ;
- extrusion du matériau fondu restant pour former la croûte, soit par laves basaltiques lors d'éruptions successives, soit lors de la formation d'un éphémère océan de magma ;
- cristallisation des couches internes de la croûte pour former des roches plutoniques, tandis que les basaltes plus anciens subissent un métamorphisme à cause de la pression exercée par les nouvelles couches de surface ;
- lent refroidissement de l'intérieur de l'astéroïde.

Vesta est le seul grand astéroïde connu à avoir été resurfacé de cette manière. Cependant, l'existence de météorites de fer et d'achondrites sans objet parent identifié indique qu'il y a eu d'autres planétésimaux ayant subi une telle différenciation avant d'être brisés par des chocs avec d'autres astéroïdes.
La croûte de Vesta serait constituée ainsi, depuis la surface de :
- un régolithe lithifié, source des howardites et des eucrites contenant des brèches ;
- des coulées de lave basaltiques, source des eucrites non-cumulées ;
- des roches plutoniques de pyroxène, pigeonite et plagioclase, source des eucrites cumulées ;
- des roches plutoniques riches en orthopyroxène à gros grains, source des diogénites.

Sur la base de la taille des astéroïdes de type V (supposés être des fragments de la croûte de Vesta, éjectés lors de chocs avec d'autres astéroïdes) et la profondeur du cratère polaire, la profondeur de la croûte est estimée à 10 km. Les données relevées par la sonde Dawn ont permis de confirmer que la géologie de l'astéroïde est complexe : il s'agit bien d'un corps différencié, avec un noyau dense de nickel et de fer dont le diamètre serait compris entre 214 et 226 km (le diamètre de Vesta est de 530 km), un manteau et une croûte.
En 2025, une nouvelle étude des données collectées par la sonde Dawn de la NASA, combinée à la détermination du moment d'inertie à partir du suivi Doppler de Dawn par le Deep Space Network et des données d'imagerie embarquée, révèle que Vesta présente une stratification de densité beaucoup plus limitée que celle déterminée précédemment : composé d'une croûte, d'un manteau et de seulement un petit noyau, Vesta n'est pas totalement différencié. Deux scénarios permettent d'expliquer ces nouvelles observations, :
- l'intérieur de Vesta n'a pas subi de différenciation complète en raison d'une accrétion tardive. La migration de liquides magmatiques vers la surface transporte la source de chaleur (le radioisotope 26Al), privant l'intérieur de l'astéroïde d'une capacité à fondre davantage. Cette hypothèse est cohérente avec les contraintes géochimiques des roches magmatiques de la surface dans le cadre d'une composition globale chondritique (proche de celle de la nébuleuse solaire) ;
- Vesta pourrait aussi être le vestige d'un corps différencié plus grand, qui aurait subi une grande collision puis se serait réaccrété avec une composition globale non chondritique.

## Fragments
Divers objets du Système solaire sont probablement des fragments de Vesta arrachés lors de collisions, comme les vestoïdes (astéroïdes de la famille de Vesta) ou les météorites HED. Il a été établi que l'astéroïde de type V (1929) Kollaa possède une composition similaire à un amoncellement de météorites de type eucrite, indiquant une origine située loin à l'intérieur de la croûte de Vesta.
Puisque plusieurs météorites seraient des fragments de Vesta, cet astéroïde est l'un des six objets du Système solaire dont on possède des échantillons identifiés, les autres étant Mars, la Lune, la comète Wild 2, l’astéroïde Itokawa et bien sûr la Terre.

## Vesta dans la culture
- Dans le roman Les Anneaux de Saturne écrit par Isaac Asimov, une conférence de paix interstellaire se déroule sur Vesta.
- Dans la nouvelle Au large de Vesta écrite par Isaac Asimov, les passagers survivants d'un vaisseau spatial naufragé se retrouvent en orbite autour de Vesta.
- Le roman court Cérès et Vesta écrit par Greg Egan se déroule en parallèle sur Cérès et Vesta qui ont été colonisés et sont habités par des êtres humains.
- Dans l'univers de fiction Univers connu (en) créé par Larry Niven, Vesta est le site de l'une des plus grandes bases de la ceinture d'astéroïdes.